# Кордова (футбольный клуб)
«Кордова» (исп. Córdoba CF) — испанский футбольный клуб из одноимённого города, в одноимённой провинции в автономном сообществе Андалусия. Клуб основан в 1954 году, гостей принимает на арене «Эстадио Нуэво Арканхель», вместимость которой составляет 21 650 человек. Лучшие годы клуба пришлись на 1960-е годы, когда он был постоянным участником высшей испанской лиги. Лучшим достижением команды в чемпионате Испании стало 5-е место в сезоне 1964/65.

## История
Клубы-предшественники «Кордовы» носили такие названия, как «Спортинг Кордова», «Сосьедад Депортива Электромеканикас» и «Расинг Кордова». Последний изменил своё название после гражданской войны в Испании (так как иностранные названия были запрещены в соответствии с новым режимом) на «Депортиво Кордова».
С 1940 года клуб выступал с переменным успехом, проводя большую часть времени во втором и третьем дивизионах испанского футбола. В 1944 году команда сменила свою домашнюю форму с полностью белой на полосатую бело-зелёную, и на следующий год переехала со стадиона «Америка» на стадион «Арканхель». В сезоне 1953-54 команда стала третьей командой города после «Сан-Альваро», и в конце сезона эти два клуба объявили о своём слиянии.
В начале 1960-х годов, а также в сезоне 1971/72, «Кордова» отыграла восемь сезонов в Ла Лиге. В своём третьем сезоне (1964/65) команда пропустила дома только 2 гола и, начав с победы над командой Альфредо Ди Стефано «Эспаньол», осталась непобеждённой на своём поле. Клуб занял 5 место, добившись своего лучшего результата на сегодняшний день, но не был допущен для участия в следующем сезоне в Кубке ярмарок из-за проблем с инфраструктурой города.
В последующие четыре десятилетия «Кордова» вновь перемещалась между вторым и третьим испанскими дивизионами, а в сезоне 1984/85 выступала в четвёртом.
17 февраля 2014 года главным тренером «Кордовы» был назначен бывший игрок сборной Испании Альберт Феррер. Под его руководством команда заняла в Сегунде 7 место, а затем победила «Лас-Пальмас» в финале плей-офф и вернулась в высший дивизион после 42-летнего перерыва. Решающий гол на последней минуте забил Улисес Давила, сравняв счёт после того, как на поле выбежали фанаты, требуя добавить 10 минут компенсированного времени.

## Достижения

### Национальные
- Ла Сегунда (Ла Лига 2)
  - Победитель: 1961/62
- Сегунда Б
  - Победитель (3): 1994/95, 1996/97, 2021/22
  - Серебряный призёр: 1980/81
- Кубок Федерации Испании
  - Обладатель: 2021